# Can Riereta (Fogars de la Selva)
Can Riereta és un edifici del municipi de Fogars de la Selva (Selva) inclosa en l'Inventari del Patrimoni Arquitectònic de Catalunya.

## Descripció
Can Riereta es tracta d'un mas de planta rectangular que consta de planta baixa i pis superior i que està cobert amb una teulada a dues aigües de vessants a laterals. El mas està ubicat en un solar regular. El mas està estructurat internament en tres crugies. Tant la planta baixa com el primer pis comprenen tres finestres respectivament.
La masia originària ha estat absolutament transformada i modificada arran de les obres integrals que es van practicar en ella en el 1993, com així ho indica el rellotge de sol de la façana, i que han tingut un efecte contraproduent i devastador per diversos motius: des del fet que la masia ha perdut tota la seva essència rústica i tradicional; passant pel fet que no s'ha conservat cap element de la masia original en format d'obertures, llindes, etc. i fins a arribar a l'aspecte forçat i descontextualitzat que ofereix la masia en l'actualitat. L'únic tret positiu que ha aportat aquesta transformació ha set consolidar la preservació de la construcció, ja que gaudeix d'un magnífic estat de salut. Ara bé a un preu molt alt.
Els murs exteriors estan completament arrebossats i pintats amb un blanc pur i neutre i no hi ha cap mena de presència de pedra.

## Història
El nom de Falgars apareix citat en un document de l'any 922 relacionat amb l'església parroquial de Sant Cypriani et Santa Justa in villa Falgars. L'any 974 el municipi es troba sota la tutela del papa Benet VI a través de Hildesind, abat de Sant Pere de Rodes. Posteriorment un precepte dictat per Lotari reafirma el 982 aquest lligam.
Més endavant el terme passà a dependre dels vescomtes de Girona, després vescomtes de Cabrera. En una butlla papal de Lluci III del 1185, consta que el monestir de Breda tenia importants alous a la parròquia de Ramió. Amb la divisió provincial del 1833 el municipi entrà dins la província de Barcelona, sent l'únic de La Selva que pertany a aquesta demarcació.